# Neopomphale xenipennis
Neopomphale xenipennis är en stekelart som beskrevs av Christer Hansson och Lasalle 2003. Neopomphale xenipennis ingår i släktet Neopomphale och familjen finglanssteklar.
Artens utbredningsområde är Colombia. Inga underarter finns listade i Catalogue of Life.